# بخش استارویوریفسکی
بخش استارویوریفسکی (به لاتین: Staroyuryevsky District) یک سکونتگاه مسکونی در روسیه است که در استان تامبوف واقع شده‌است.